# Pas adiabàtic Raman estimulat

Evolució temporal de les poblacions d'estats per a una seqüència de polsos STIRAP contraintuïtiva que demostra una transferència coherent.

En òptica quàntica, el pas adiabàtic Raman estimulat (STIRAP) és un procés que permet la transferència d'una població entre dos estats quàntics aplicables mitjançant almenys dos polsos electromagnètics (de llum) coherents. Aquests polsos de llum condueixen les transicions de l'àtom de tres nivells Ʌ o sistema multinivell. El procés és una forma de control coherent d'estat a estat.

## Transferència de població en tres nivells Ʌ àtoms
Considereu la descripció d'àtoms Ʌ de tres nivells amb estats fonamentals {\displaystyle |g_{1}\rangle } i {\displaystyle |g_{2}\rangle } (per simplificar suposem que les energies dels estats fonamentals són les mateixes) i estat excitat {\displaystyle |e\rangle }. Suposem que al principi la població total es troba en l'estat fonamental {\displaystyle |g_{1}\rangle }. Aquí la lògica de transformació de la població des de l'estat fonamental {\displaystyle |g_{1}\rangle } a {\displaystyle |g_{2}\rangle } és que inicialment els estats despoblats {\displaystyle |g_{2}\rangle } i {\displaystyle |e\rangle } parella, després superposició d'estats {\displaystyle |g_{2}\rangle } i {\displaystyle |e\rangle } parella a l'estat {\displaystyle |g_{1}\rangle }. D'aquesta manera es forma un estat que permet la transformació de la població en estat {\displaystyle |g_{2}\rangle } sense poblar l'estat excitat {\displaystyle |e\rangle }. Aquest procés de transformació de la població sense poblar l'estat excitat s'anomena pas adiabàtic Raman estimulat.

## Teoria de tres nivells
Considereu els estats {\displaystyle |1\rangle }, {\displaystyle |2\rangle } i {\displaystyle |3\rangle } amb l'objectiu de traslladar població inicialment a l'estat {\displaystyle |1\rangle } declarar {\displaystyle |3\rangle } sense poblar l'estat {\displaystyle |2\rangle }. Permet que el sistema interaccioni amb dos camps de radiació coherents, els camps de bomba i Stokes. Deixeu que el parell del camp de la bomba només s'estableixi {\displaystyle |1\rangle } i {\displaystyle |2\rangle } i la parella de camp Stokes només ho diu {\displaystyle |2\rangle } i {\displaystyle |3\rangle }, per exemple a causa de regles de desajustament o de selecció. Denoteu les freqüències de Rabi i les desintonitzacions de la bomba i els acoblaments Stokes per {\displaystyle \Omega _{P/S}} i {\displaystyle \Delta _{P/S}}. Establiment de l'energia de l'estat {\displaystyle |2\rangle } a zero, l'ona giratòria hamiltoniana ve donada per
{\displaystyle H_{\mathrm {RWA} }=-\hbar \Delta _{P}|1\rangle \langle 1|+\hbar \Delta _{S}|3\rangle \langle 3|+{\frac {\hbar \Omega _{P}}{2}}(|1\rangle \langle 2|+\mathrm {h.c.} )+{\frac {\hbar \Omega _{S}}{2}}(|3\rangle \langle 2|+\mathrm {h.c.} )}
L'ordenació energètica dels estats no és crítica, i aquí es pren així {\displaystyle E_{1}<E_{2}<E_{3}} només per concreció. Les configuracions Ʌ i V es poden realitzar canviant els signes de les desafinacions. Desplaçant l'energia zero {\displaystyle \Delta _{P}} permet escriure l'hammiltonià en la forma més independent de la configuració
{\displaystyle H_{\mathrm {RWA} }=\hbar {\begin{pmatrix}0&{\frac {\Omega _{P}}{2}}&0\\{\frac {\Omega _{P}}{2}}&\Delta &{\frac {\Omega _{S}}{2}}\\0&{\frac {\Omega _{S}}{2}}&\delta \end{pmatrix}}}
Aquí {\displaystyle \Delta } i {\displaystyle \delta } denoten les desafinacions d'un sol i dos fotons respectivament. STIRAP s'aconsegueix amb ressonància de dos fotons {\displaystyle \delta =0}. Centrant-nos en aquest cas, les energies a la diagonalització de {\displaystyle H_{\mathrm {RWA} }} estan donats per
{\displaystyle E_{0,\pm }=0,{\frac {\Delta \pm {\sqrt {\Delta ^{2}+\Omega ^{2}}}}{2}}}
on  {\displaystyle \Omega ^{2}=\Omega _{P}^{2}+\Omega _{S}^{2}}. Resolució per al {\displaystyle E_{0}} estat propi {\displaystyle (c_{1}\,c_{2}\,c_{3})^{T}}, es veu que compleix la condició.
La primera condició revela que la condició crítica de ressonància de dos fotons produeix un estat fosc que és una superposició només de l'estat inicial i objectiu. Definint l'angle de mescla {\displaystyle \tan \theta =\Omega _{P}/\Omega _{S}} i utilitzant la condició de normalització {\displaystyle |c_{1}|^{2}+|c_{3}|^{2}=1}, la segona condició es pot utilitzar per expressar aquest estat fosc com
{\displaystyle |\mathrm {dark} \rangle =\cos \theta \,|1\rangle -\sin \theta \,|3\rangle }
A partir d'això, es pot deduir la seqüència de polsos contraintuïtiva de STIRAP. A les {\displaystyle \theta =0} que correspon a la presència només del camp Stokes ( {\displaystyle \Omega _{S}\gg \Omega _{P}} ), l'estat fosc correspon exactament a l'estat inicial {\displaystyle |1\rangle }. A mesura que es gira l'angle de mescla {\displaystyle 0} a {\displaystyle \pi /2}, l'estat fosc s'interpola suaument des de l'estat pur {\displaystyle |1\rangle } per declarar purament {\displaystyle |3\rangle }. Aquest últim {\displaystyle \theta =\pi /2} cas correspon al límit oposat d'un camp de bomba fort ( {\displaystyle \Omega _{P}\gg \Omega _{S}} ). Pràcticament, això correspon a aplicar Stokes i polsos de camp de bombeig al sistema amb un lleuger retard entre tot mantenint una superposició temporal significativa entre els polsos; el retard proporciona el comportament limitant correcte i el solapament assegura l'evolució adiabàtica. Una població inicialment preparada a l'estat {\displaystyle |1\rangle } seguirà adiabàticament l'estat fosc i acabarà en estat {\displaystyle |3\rangle } sense poblar l'estat {\displaystyle |2\rangle } com es desitgi. Els embolcalls de pols poden prendre una forma força arbitrària sempre que la velocitat de canvi de l'angle de mescla sigui lenta en comparació amb la divisió d'energia respecte als estats no foscos. Aquesta condició adiabàtica pren la seva forma més simple en la condició de ressonància d'un sol fotó {\displaystyle \Delta =0} on es pot expressar com
{\displaystyle \Omega (t)\gg |{\dot {\theta }}(t)|={\frac {|\Omega _{S}(t){\dot {\Omega }}_{P}(t)-\Omega _{P}(t){\dot {\Omega }}_{S}(t)|}{\Omega (t)^{2}}}}